# Узинская библиотека
Узинская библиотека (латыш. Ūziņu bibliotēka) — библиотека в поселке Узини, в 7 километрах от центра Залениекской волости. Узинская библиотека расположена рядом с парком и бывшим Домом общества Узини. Руководитель библиотеки — Гунита Кулмане (Gunita Kulmane).
Библиотека активно занимается краеведческими и семейно-историческими исследованиями. Самый старый оригинальный документ в библиотеке датируется 1849 годом. Материалы размещены более чем в 100 папках. В Библиотеке собран большой архив документов профессора Эдуарда Ивановича Свирловского (1906—1949). Библиотека ведёт блог об истории Узини.
В библиотеке действует постоянная выставка краеведческих материалов «Судьбы известных людей в Залениеках» («Slavenu cilvēku likteņi Zaļeniekos»).
Библиотека пополняется краеведческими материалами местных жителей. Ценные материалы 1930-х годов были получены от семьи Яунземе. Семья Кирфы Смайды пожертвовала важные материалы о жизни Узини в 1950-х годах в колхозе «Красное знамя».
В 2007 году заведующая библиотекой Лигита Страздиня была удостоена награды Латвийской ассоциации библиотекарей «Библиотекарь года 2007». В 2009 году — высшей наградой Елгавского района «Почётный диплом».

## История
В 1922 году в Узинях была открыта библиотека «Объединения сельского хозяйства союзных Узини и окрестных приходов». Библиотека располагалась на 3-м этаже Дома общества Узини, в проходном помещении площадью 15 м2, вместе с Красным уголком колхоза «Pavasaris». В 1969 году сменилось название на «3-я библиотека деревни Аусма». В 1969 году от коллектора библиотеки было получено 462 новых книги, которые не были выданы из-за задержек с изготовлением книжного шкафа. В апреле 1972 года библиотека была переведена в другое помещение, где находится до сих пор. В 1977 году, в связи с изменениями границ поселка, библиотека была переименована во «2-ю Библиотеку села Залениеки». В феврале 1996 года библиотека была переименована в «Узинскую библиотеку».